# Arroyo Alfa
Arroyo Alfa är ett periodiskt  vattendrag  i Argentina, på gränsen till Chile. Det ligger i provinsen Eldslandet i den södra delen av landet, 2 200 kilometer söder om huvudstaden Buenos Aires.
Omgivningen kring Arroyo Alfa består i huvudsak av gräsmarker och är mycket glesbefolkad, med 5 invånare per kvadratkilometer.